# Parc naturel préfectoral de Rurikei
Le parc naturel préfectoral de Rurikei (府立るり渓自然公園, Furitsu Rurikei shizen kōen) est un parc naturel situé au centre de la préfecture de Kyoto au Japon. Le parc longe la Sonobe-gawa (園部) au sein de la municipalité de Nantan. Rurikei est un lieu de beauté pittoresque désigné de rang national,,.

## Source de la traduction
- (en) Cet article est partiellement ou en totalité issu de l’article de Wikipédia en anglais intitulé « Rurikei Prefectural Natural Park » (voir la liste des auteurs).